# Ivo Visković

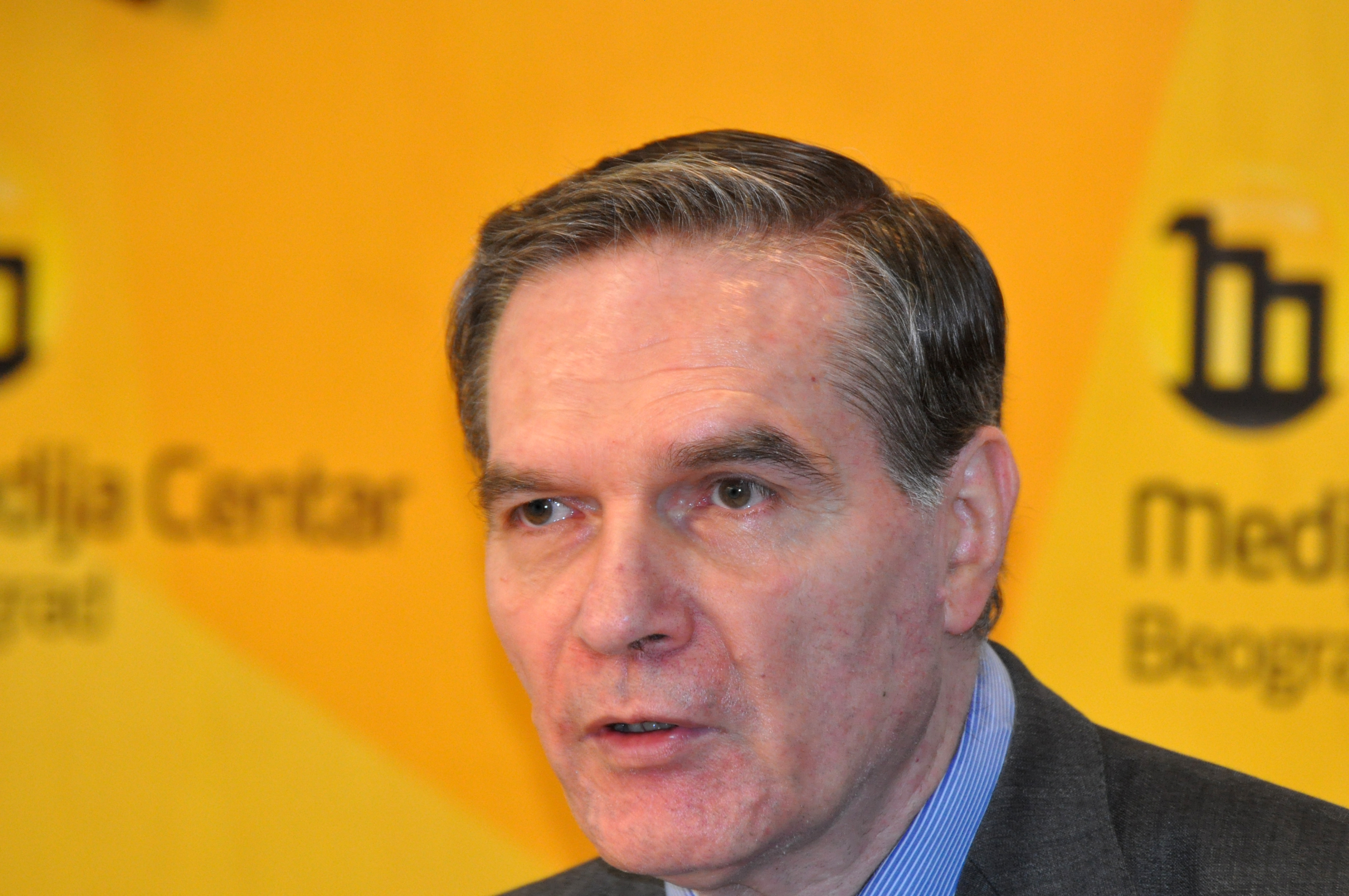
Ivo Visković

Ivo Visković (* 28. Juli 1949 in Makarska, Jugoslawien) ist ein serbischer Politikwissenschaftler und Diplomat.
Er studierte Politikwissenschaft an der Universität Belgrad und promovierte 1984 mit einer Arbeit über die Außenpolitik Jugoslawiens. Dort lehrt er inzwischen als außerordentlicher Professor für Außenpolitik und Internationale Studien. In den Jahren 2006 bis 2009 lehrte er auch an den Universitäten Banja Luka und Podgorica. Seit 2005 ist er Leiter des Seminars „Internationale Beziehungen und Außenpolitik“ an der Diplomatischen Akademie des Außenministeriums, Belgrad.
Er war 2001 bis 2004 Botschafter von Serbien und Montenegro in Slowenien. Von Juni 2009 bis Juli 2013 war er Botschafter Serbiens in Deutschland.

## Werke
- Između zavere i birokratskog haosa. Kako se stvara spoljna politika SAD (Zwischen Verschwörung und bürokratischem Chaos. Wie die Außenpolitik der USA entsteht), 2007 (ISBN 978-86-86471-24-6)